# Fermín Vázquez (beisbolista)
Fermín «Burbuja» Vázquez fue un beisbolista mexicano, nacido el 30 de noviembre de 1914 en Mérida, Yucatán y murió el 13 de diciembre de 2001 en un asilo de ancianos de su natal ciudad.
Fue elegido al Salón de la Fama del Béisbol Profesional de México el 13 de diciembre de 2001, su posición era tercera base.

## Equipos
Jugó 17 temporadas en la Liga Mexicana de Béisbol, era tercera base y a veces jardinero. Jugó con el Águila de Veracruz, con los Azules de Veracruz, Chihuahua, México, Nuevo Laredo, Sultanes de Monterrey, Leones de Yucatán y Tigres capitalinos.

## Estadísticas
El promedio de bateo de su carrera fue de .276 y fue parte de la Época de Oro del béisbol mexicano, siendo una de las grandes figuras de su época. Debutó en la temporada de 1939 con el Águila, y se retiró con los entonces campeones Tigres capitalinos. A lo largo de su carrera jugó en 1084 justas, haciendo 1069 imparables, de éstos 159 fueron dobletes, 35 tripletes y 16 cuadrangulares con 470 carreras anotadas e impulsó 472. Su agresividad para jugar le permitió estafar 103 bases.

## Récords
Su mejor averaje de bateo fue en 1943 con .336 jugando para los Azules de Veracruz. Superó los .300 puntos de bateo en cuatro temporadas. Además que de 1942 a 1948 jugó el Juego de las estrellas. Consolidándose como un titán del diamante.
Jugó algunas temporadas en la vieja Liga de la Costa del Pacífico, casi siempre con el equipo de Hermosillo. Durante muchos años era el poseedor del récord del mayor número de partidos consecutivos conectando de hit, este récord fue implantado en la temporada 1947-1948 mientras jugaba en el Hermosillo.